# Джансыз, Сакине
Сакине Джансыз (курд. Sakîne Cansiz; 1958 — 10 января 2013) — курдская активистка, одна из основателей Рабочей партии Курдистана, близкая соратница Абдуллы Оджалана. В 1980-х годах арестовывалась турецкой полицией, подвергалась пыткам.
10 января 2013 года застрелена вместе с двумя другими активистками РПК (Лейлой Шайламаз и Фидан Доган) в Париже. Тела обнаружены в Информационном центре Курдистана. Убийство официально осуждено властями Франции и Турции.